# Saignes (Cantal)
 Saignes  es una población y comuna francesa, situada en la región de Auvernia, departamento de Cantal, en el distrito de Mauriac. Aunque es el chef-lieu del cantón de Saignes, Ydes y Champagnac la superan en población.

## Demografía
| 642 | 702 | 735 | 957 | 1009 | 1006 |
| Para los censos de 1962 a 1999 la población legal corresponde a la población sin duplicidades (Fuente: INSEE [Consultar]) |     |     |     |      |      |